# 51e régiment de transmissions
Le 51e régiment de transmissions était une unité de l'armée française spécialisée dans les transmissions. En 1960, elle était stationnée à Trèves (Allemagne) (quartier Casablanca) puis à partir de 1984 au quartier Royallieu à Compiègne. Elle est équipée du RITA. Cette unité a été dissoute le 30 juin 1997.

## Création et différentes dénominations
- 1942 : Création à Douera de la 4e compagnie du 45e bataillon de transmissions.
- 1946 : 81e compagnie de transmissions.
- 1947 : 48e bataillon de transmissions.
- 1948 : 148e bataillon de transmissions.
- 1960 : 51e bataillon de transmissions.
- 1976 : 51e régiment de commandement et de transmissions

## Chefs de corps
- 1965-1968: Chef de bataillon Camus
- 1968-1971: Lieutenant-colonel Collignon
- 1971-1973 : Colonel Canet
- 1973-1975: Lieutenant-colonel Lafargue
- 1975-1977: Lieutenant-colonel Septier
- 1977-1979 : Colonel Mourot
- 1979-1981 : Colonel Roblin
- 1981-1983 : Colonel Hel
- 1983-1985 : Colonel Christian Xuereb (nommé général)
- 1985-1987 : Colonel Robert Lafitte
- 1987-1989 : Colonel Yannick Bertheau
- 1989-1991 : Colonel Gérard Viallet
- 1991-1993 : Colonel Roussel
- 1993-1995 : Colonel Albert Plouhinec
- 1995-1997 : Colonel Patrick Guennec

## Drapeau
Il porte, cousues en lettres d'or dans ses plis, l'inscription suivante :
Allemagne 1945

## Insigne

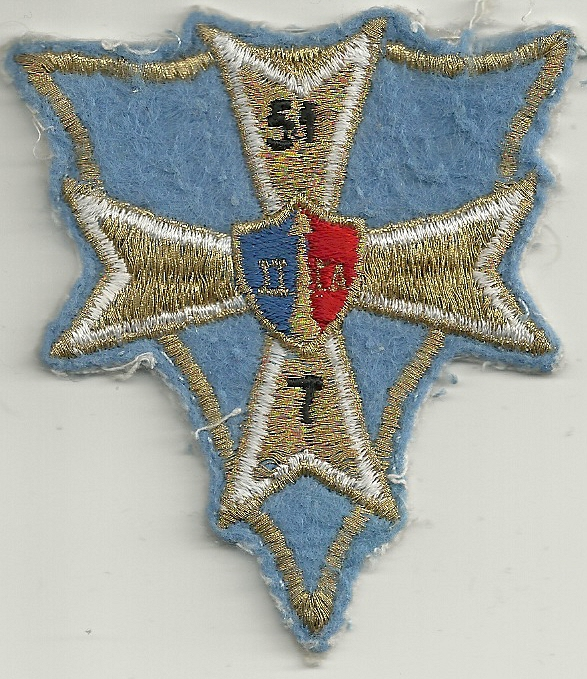
Écusson du 51 RT de Trèves en Allemagne

## Devise
« Fier d'y servir »

## Personnalités ayant servi au sein du régiment
- Jacques Dutronc y a effectué son service militaire vers 1963-1964
- Alain Prost y a effectué son service militaire
- Anne-Cécile Ortemann

## Source et bibliographie

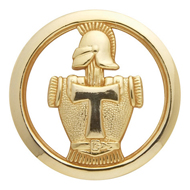
Insigne de béret des transmissions